# Kreishaus Düsseldorf

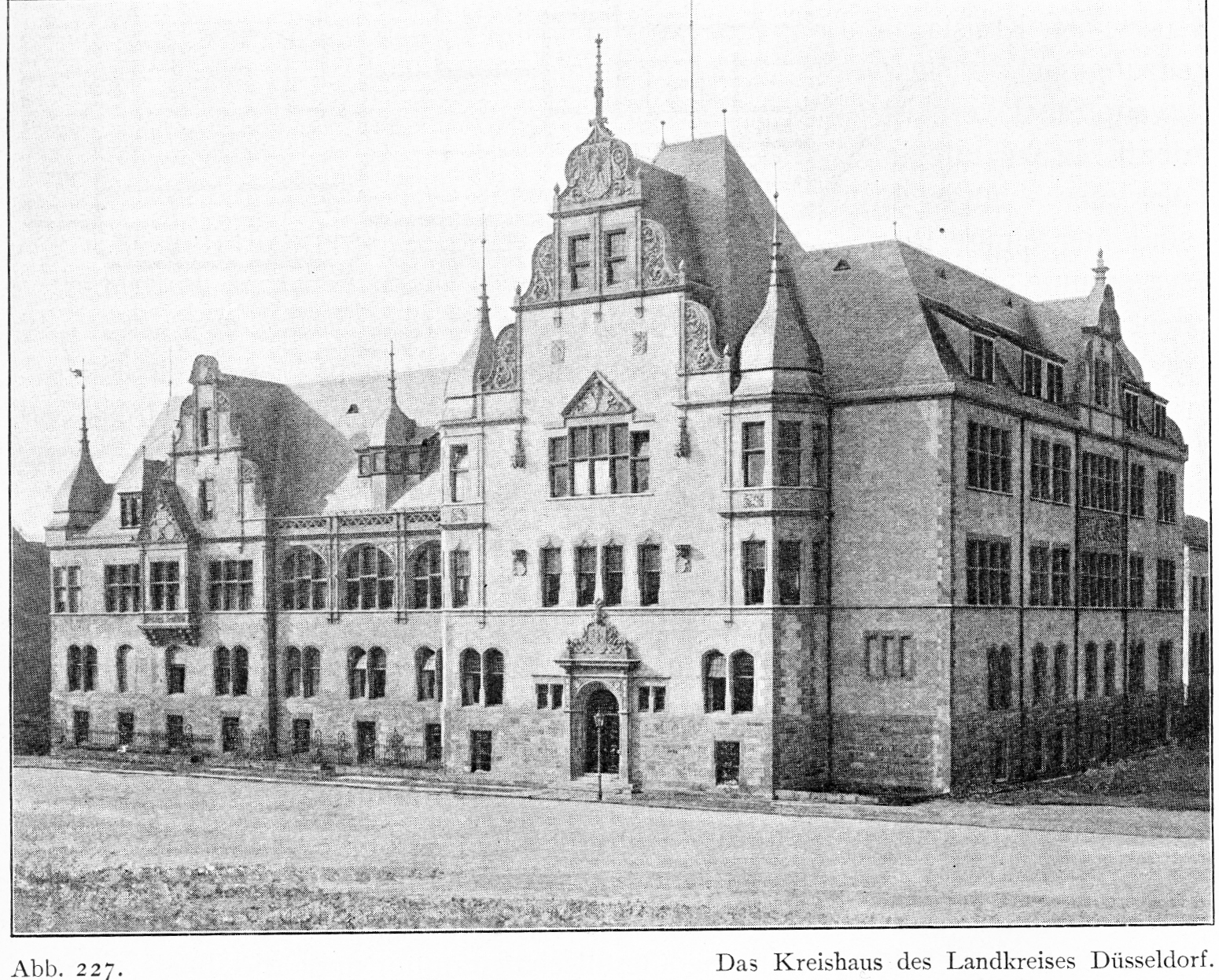
Kreishaus

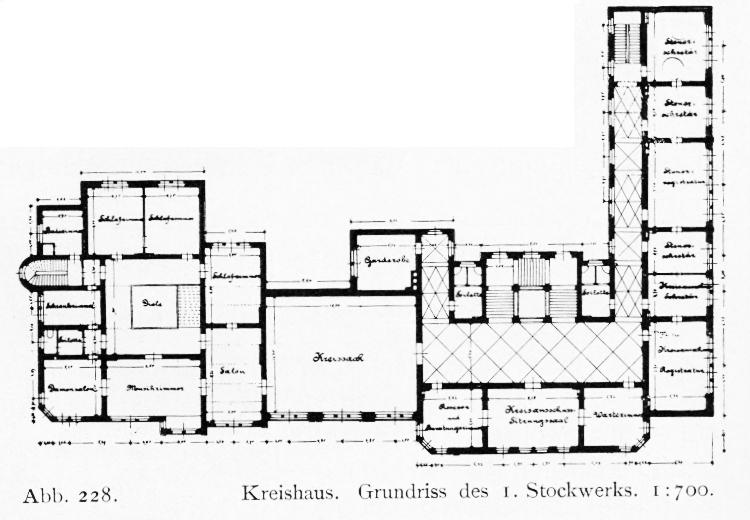
Grundriss des Kreishauses

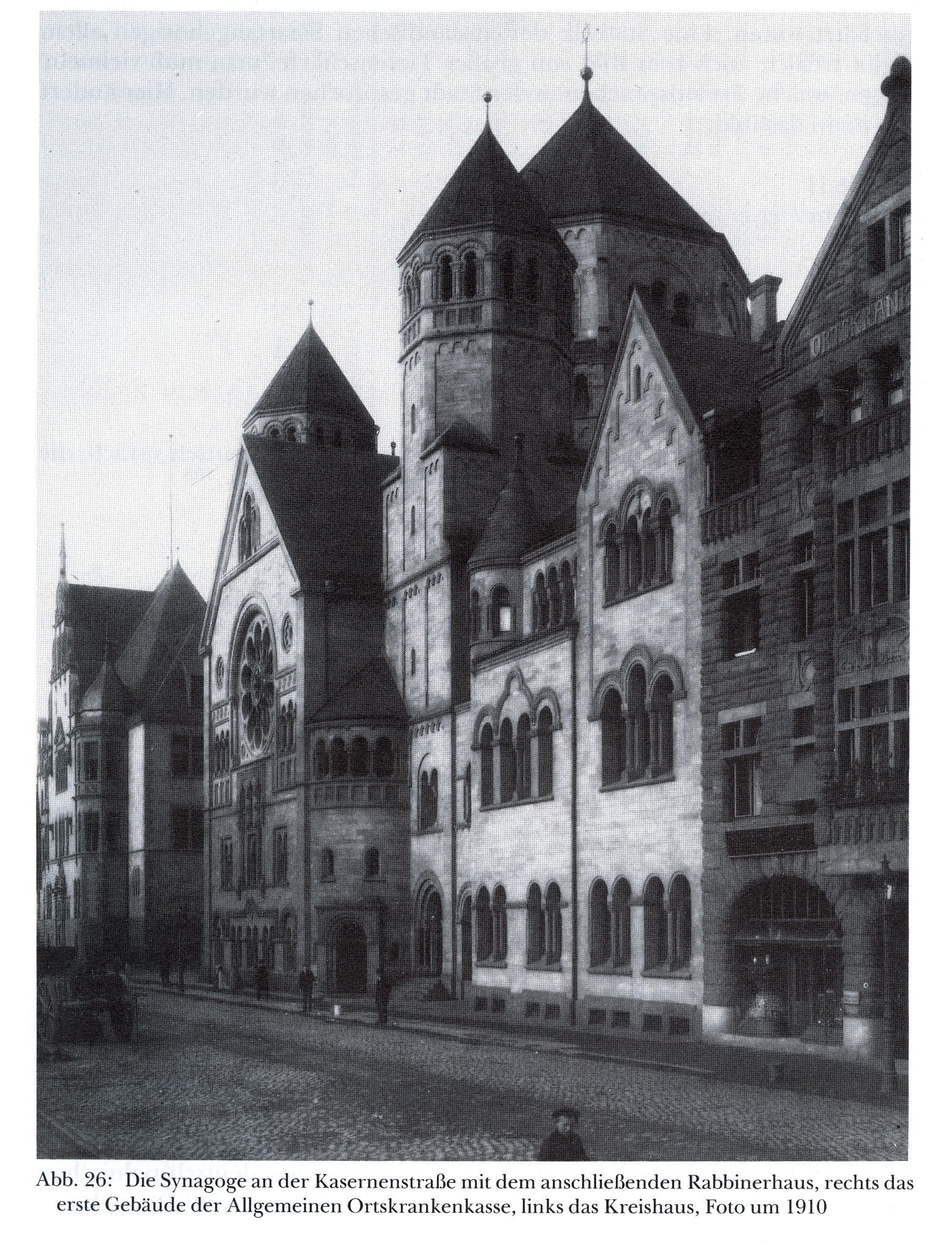
An der Kasernenstraße die Große Synagoge, links davon das Kreishaus, rechts das AOK-Hauptverwaltungsgebäude (um 1910)

Das Kreishaus Düsseldorf, Kasernenstraße 69 in Düsseldorf, war der Verwaltungssitz des Landkreises Düsseldorf und dessen Rechtsnachfolger, dem Kreis Düsseldorf-Mettmann. Das Gebäude wurde 1901 bis 1903 auf Grundlage des in einem vorausgegangenen Architektenwettbewerb mit dem zweiten Preis ausgezeichneten Entwurfs des Münsteraner Architekten G. Wölfer nach einer Planung des Kölner Architekten Friedrich August Küster im Stil des Historismus und nach Vorbildern der deutschen Renaissance erbaut. Ein Entwurf Küsters war während des Wettbewerbs ebenfalls mit einem zweiten Preis prämiert worden. Die Wandflächen des vom Düsseldorfer Architekten Josef Kleesattel neu hergerichteten Sitzungssaals zierten Fresken des Malers Hans Kohlschein. Die vom Landrat Dr. von Chamier beauftragten Ausmalungen sollten Leid, Trauer und den Weg aus den Trümmern des Ersten Weltkriegs thematisieren. Während des Zweiten Weltkriegs wurde das Kreishaus im Jahr 1943 beschädigt und diente nach dem Wiederaufbau 1958 bis zur Auflösung des Kreises zum 1. Januar 1975 als dessen Sitz.
Das Gebäude befand sich an der Kasernenstraße, mit seinem Hauptgiebel in der Achse der rechtwinklig in die Kasernenstraße gegenüber einmündenden Carl-Theodor-Straße. Es „zeichnet[e] sich durch die Gruppierung der Massen, wie durch die vortreffliche Verteilung von gut gezeichnetem Ornament und großen, ruhigen Flächen vorteilhaft aus“. Da das Gebäude freistehend war, wurden alle vier Fassaden architektonisch ausgebildet. Die drei von der Kasernenstraße aus sichtbaren Fassadenteile wurden vollständig in echtem Material ausgeführt. Der Sockel wurde mit Grauwacke und Niedermendiger Basaltlava gebaut. Die darüberbefindlichen Geschosse wurden mit Tuffverblendung gestaltet. Die architektonischen Gliederungen und Ornamente, insbesondere mit Beschlag- und Rollwerk, wurden in Rheingrafenwälder Sandstein gearbeitet. Die Fassade der Rückseite war verputzt, die Fenster- und Türeinrahmungen, sowie die Gesimse bestanden aus Sandstein. Die Gesellschaftsräume, die Diele sowie der Kreissitzungssaal wurden besonders gestaltet. So wurden die Paneele, Türen und die Treppe in deutschem Eichenholz ausgeführt. Während die Decke des Kreissitzungssaals als kassettierte Holzdecke gestaltet wurde, waren die anderen Decken als Gewölbe mit Stuckverzierungen gestaltet.
Auf dem Grundstück des Kreishauses befindet sich heute (2012) die Hauptverwaltung der Kreissparkasse Düsseldorf.